# Martin Ashe
Martin Ashe (* 27. September 1953 in Kinsale, County Cork) ist ein irischer römisch-katholischer Geistlicher und Weihbischof in Melbourne.

## Leben
Martin Ashe besuchte die Schule der Sisters of Mercy und das St. Brendan’s College in Killarney. Anschließend studierte er Philosophie und Katholische Theologie am All Hallows College in Dublin. Ashe empfing am 11. Juni 1978 in der Kapelle des All Hallows College durch den Erzbischof von Armagh, Tomás Séamus Ó Fiaich, das Sakrament der Priesterweihe für das Erzbistum Melbourne.
Ashe kam im September 1978 nach Australien und war zunächst als Pfarrvikar in Hadfield (1978–1982), Clayton (1982–1986) sowie Blackburn (1986–1990) tätig, bevor er Ausbilder am Corpus Christi College in Melbourne wurde. Von 1987 bis 1993 war er zudem Ehebandverteidiger, Kirchenanwalt und Vizeoffizial am Kirchengericht der Kirchenprovinz Melbourne sowie von 1990 bis 1993 Mitglied des Personnel Advisory Board des Erzbistums Melbourne. 1993 wurde Martin Ashe für weiterführende Studien in die USA entsandt, wo er 1994 am Institute of Pastoral Studies der Loyola University Chicago einen Master im Fach Pastoraltheologie erwarb. Nach der Rückkehr ins Erzbistum Melbourne wirkte Ashe erneut als Ausbilder am Corpus Christi College, bevor er 1997 Pfarrer in Sunbury wurde. Von 2005 bis 2010 war er als Direktor des Office of Ministry to Priests tätig. Ferner war er von 2004 bis 2010 erneut Mitglied des Personnel Advisory Board. Nachdem Ashe 2005 ein Sabbatical an der Graduate Theological Union in Berkeley absolviert hatte, wurde er Pfarradministrator in Maidstone und Braybrook. Ab 2012 war Martin Ashe Mitglied des Konsultorenkollegiums des Erzbistums Melbourne und Pfarrer der Pfarrei Christ the Light, die die Orte Doreen, Kinglake, Mernda und Whittlesea umfasst. Daneben war er von 2015 bis 2018 Bischofsvikar für den nördlichen Teil des Erzbistums Melbourne.
Am 14. Mai 2021 ernannte ihn Papst Franziskus zum Titularbischof von Muteci und zum Weihbischof in Melbourne. Der Erzbischof von Melbourne, Peter Comensoli, spendete ihm und Anthony John Ireland am 31. Juli desselben Jahres in der St. Patrick’s Cathedral in Melbourne die Bischofsweihe; Mitkonsekratoren waren der Weihbischof in Melbourne, Terence Curtin, und der Bischof von Sale, Gregory Charles Bennet.